# Pure Black Energy
Pure Black Energy är det första fullängdsalbumet av det norska black metal-bandet Tulus. Albumet är självutgivet och utgavs 1996.

## Låtförteckning
1. "Grav" – 1:40
2. "Samlerens kammer" – 1:59
3. "Tjern" – 3:56
4. "Ulvemelk og trollsmør" – 3:17
5. "Søstre av natten" – 4:27
6. "Inskripsjon etter jordferd" – 2:53
7. "Kaldt" – 3:41
8. "Varg" – 3:00
9. "Midtvintermåne" – 3:06
10. "De dødes attest" – 2:54

- Text: Hildr
- Musik: Tulus

## Medverkande
Musiker (Tulus-medlemmar)
- Blodstrup (Sverre Stokland aka "Gard") – sång, gitarr
- Sarke (Thomas Berglie) – trummor
- Gottskalk (Frode Forsmo aka "Gonde") – basgitarr

Bidragande musiker
- Lilly Renee Mikalsen – sång
- Åshild Kvamme – sång
- Ellen Omdal Milson – sång, violin
- Jon F. Blichfeldt – cello

Produktion
- Tulus  – producent
- Trond Nilsen – ljudtekniker, ljudmix
- Bjørn B. Bergersen – ljudtekniker
- Mikkel Schille – mastering
- Hildr (Hilde Nymoen) – sångtexter